# Nézd, ki van itt (film)
A Nézd, ki van itt (eredeti cím: Er ist wieder da) 2015-ben bemutatott német film, amelyet Mizzi Meyer forgatókönyvéből David Wnendt rendezett. A főbb szerepekben Oliver Masucci, Fabian Busch és Katja Riemann látható.
Németországban 2015. október 8-án, Magyarországon 2016. október 1-én mutatták be a mozikban.

## Cselekmény
Adolf Hitler 1945 áprilisa óta először ébred fel a mai, modern és multikulturális Berlinben, mégpedig 2014. október 23-án. A helyzeten értetlenül állva, és a náci Németországhoz képest különböző változásokat észlelve rájön, hogy egy másik korszakban van, és megkérdez néhány járókelőt, hogy melyik évben jár. Miután erre rájött, és miután a Pariser Platz-on több járókelő is fényképezkedett vele, találkozik egy újságárussal, aki két napra elhelyezi őt a bódéjában. 
Egy újságíró fülest ad Fabian Sawatzkinak, egy feltörekvő filmrendezőnek, aki elvesztette állását egy magántévécsatornánál, és aki meglátja a lehetőséget, hogy színészként forgasson egy videót, amely a Führert különböző helyzetekben (tengerparton, kutyával) mutatja be.
Fabian közzéteszi videóját az interneten, ami számos megtekintést kap, és miután megmutatta a csatorna igazgatóhelyettesének, Christoph Sensenbricknek, Hitlert a csatorna egyik vígjátékshow-jában szerepelteti, nagy sikert aratva és médiaikonná válva. A csatorna igazgatója, Katja Bellini úgy dönt, hogy Hitler a csatorna összes műsorában meg fog jelenni, hogy kihasználják a sikerét. Az egyik ilyen adásban azonban egy olyan videót mutatnak be, amelyen Hitler megöl egy kutyát, ami a német nézők elutasítását váltja ki. Hitlert, Fabiant és Bellinit kirúgják. 
Hitler Fabian édesanyjánál marad, ahol elkezdi írni második könyvét, amelynek címe: Visszatért. Fabian felkapja az írást, és azt javasolja Bellininek, hogy adja ki és készítsen filmet a könyv alapján.
Sawatzki rájön, hogy az állítólagos komikus valójában az igazi Hitler, de senki sem hisz neki, ezért pszichiátriára szállítják. A film végén Hitler úgy gondolja, hogy a győzelem útjára lépett, és elgondolkodik az aktuális politikai helyzeten.

## Szereplők
- Oliver Masucci – Adolf Hitler
- Fabian Busch – Fabian Sawatzki
- Christoph Maria Herbst – Christoph Sensenbrink
- Katja Riemann – Katja Bellini
- Lars Rudolph – újságárus
- Michael Kessler – Michael Witzigmann
- Roberto Blanco – önmaga
- Stephan Grossmann – isteni ügyész

## Fordítás
- Ez a szócikk részben vagy egészben  a   Ha vuelto (película) című spanyol Wikipédia-szócikk fordításán alapul.  Az eredeti cikk szerkesztőit annak laptörténete sorolja fel. Ez a jelzés csupán a megfogalmazás eredetét és a szerzői jogokat jelzi, nem szolgál a cikkben szereplő információk forrásmegjelöléseként.